# Phil May (friidrottare)
Phil May, född 20 september 1944, död 30 november 2014, var en friidrottare från Australien. Han deltog vid olympiska sommarspelen 1968.